# Stavraton
Le stavraton ou stauraton (en grec : σταυράτον) fut une monnaie d’argent utilisée au cours du dernier siècle de l’Empire byzantin.

## Historique
Le nom de « stavraton » apparait pour la première fois au milieu du XIe siècle; il désigne alors un histamenon d’or représentant l’empereur byzantin tenant un sceptre en forme de croix; plus spécifiquement, il désigne la pièce d’argent émise par l’empereur Jean V Paléologue (r. 1341-1376; 1379-1390) vers 1367 qui devait être utilisée jusqu’à la fin de l’Empire byzantin (1453) ,. Cette dernière pièce de monnaie byzantine fut probablement nommée d’après la croix (en grec : σταυρός, stavros/stauros) figurant sur son présumé modèle, le double « gigliato » de Naples et de Provence; il se pourrait aussi que le nom dérive des petites croix que l’on trouve au début de la légende, fait plutôt rare pour les monnaies byzantines, même si elles ne sont pas très évidentes ,,.
Cette pièce devait remplacer l’ancien hyperpère d’or comme plus haute dénomination en circulation. Par conséquent elle était plus lourde que toute autre pièce d’argent préexistante que ce soit à Byzance ou ailleurs en Europe. Elle pesait au départ 8,5 grammes mais devait tomber plus tard à 7,4 grammes. Sa valeur était d’un demi-hyperpère, celui-ci ne demeurant en vigueur qu’à titre de référence,,.
La stavraton était également émis en valeur de 1/2 et 1/8, toutes deux en argent. Le demi-stavraton pesait initialement 4,4 grammes, diminuant progressivement à 3,7; le huitième de stavraton  était connu sous le nom de doukatopoulon (en grec : δουκατόπουλον; litt : petit ducat; en italien : duchatelo) ou aspre (en grec : ἄσπρον), pesant 1,1 gramme. Il n’existait pas de pièce d’un quart de stavraton, le ducat vénitien (en grec : δουκάτον) étant utilisé à la place,,.
Toutes ces pièces portaient le buste du Christ à l’avers et le buste de l’empereur au revers. Les légendes sont plutôt similaires, portant au verso comme inscription extérieure et intérieure : "+[Nom de l’empereur] ΔΕCΠΟΤΙC Ο ΠΑΛΕΟΛΟΓΟC / Θ[ΕΟ]V ΧΑΡΙΤΙ ΒΑCΙΛΕVC ΡWΜΑΙWN", c.a.d. « Le lord (despotes) [nom de l’empereur] Paléologue / par la grâce de Dieu, empereur (basileus) des Romains ». Sur les stavratas émis sous Jean V, les inscriptions étaient renversées alors que sous Manuel II le terme « autokrator » était utilisé : Θ[ΕΟ]V ΧΑΡΙΤΙ AVTOKΡΑΤOΡ . Jusqu’en 1990, on ne possédait aucune pièce d’argent émise sous le dernier empereur, Constantin XI (r. 1449-1453) lorsque fut trouvé un lot de quatre-vingt-dix pièces,.

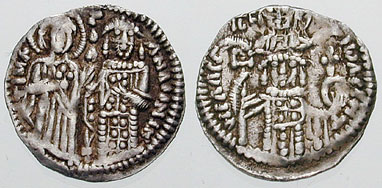
Stavraton de Jean V
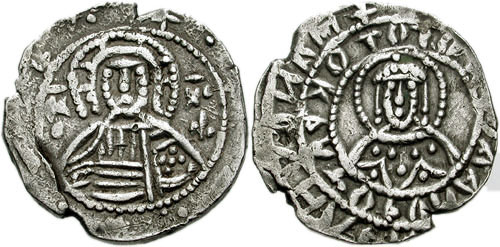
Stavraton de Manuel II Paléologue (r. 1391-1425)
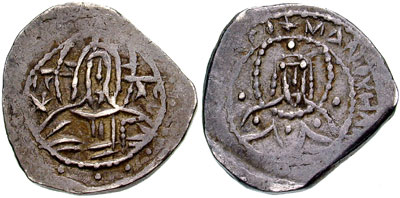
Demi-stavraton de Manuel II
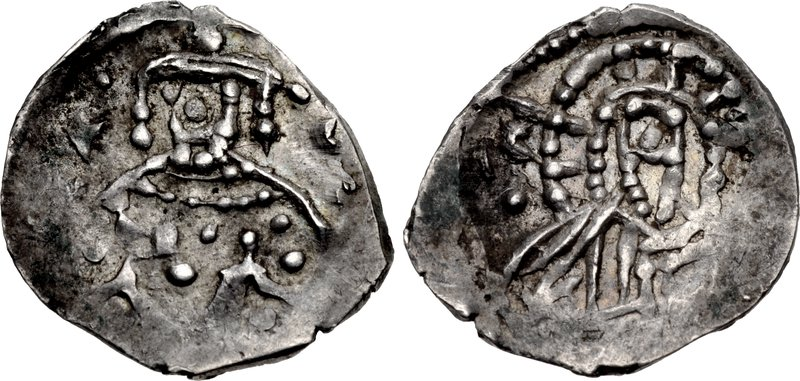
Un huitième de stavraton (1448 – 1453)